# اینیگو جونز
اینیگو جونز (انگلیسی: Inigo Jones; ۱۵ ژوئیهٔ ۱۵۷۳ – ۲۱ ژوئن ۱۶۵۲) معمار اهل پادشاهی انگلستان بود. او اولین معمار برجسته انگلیسی ولزی‌تبار در اوایل دوره مدرن بود. جونز نخستین کسی بود که از قوانین ویترویوس در رابطه با نسبت تقارن در ساختمان‌های خود استفاده کرد. به عنوان یک معمار برجسته در انگلستان، جونز اولین شخصی بود که معماری کلاسیک روم و رنسانس ایتالیایی را به جامعه بریتانیا معرفی کرد.

## نگارخانه

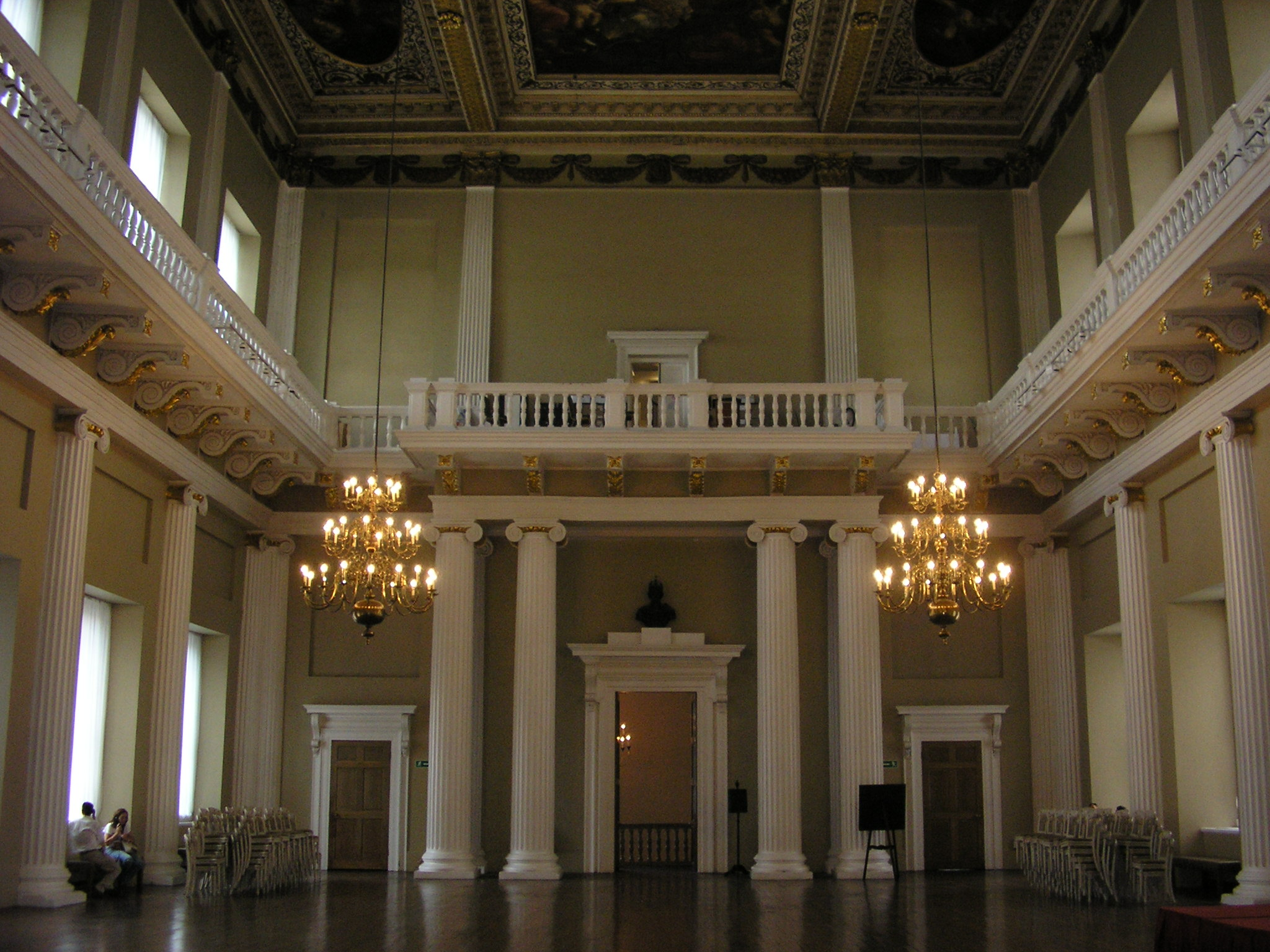
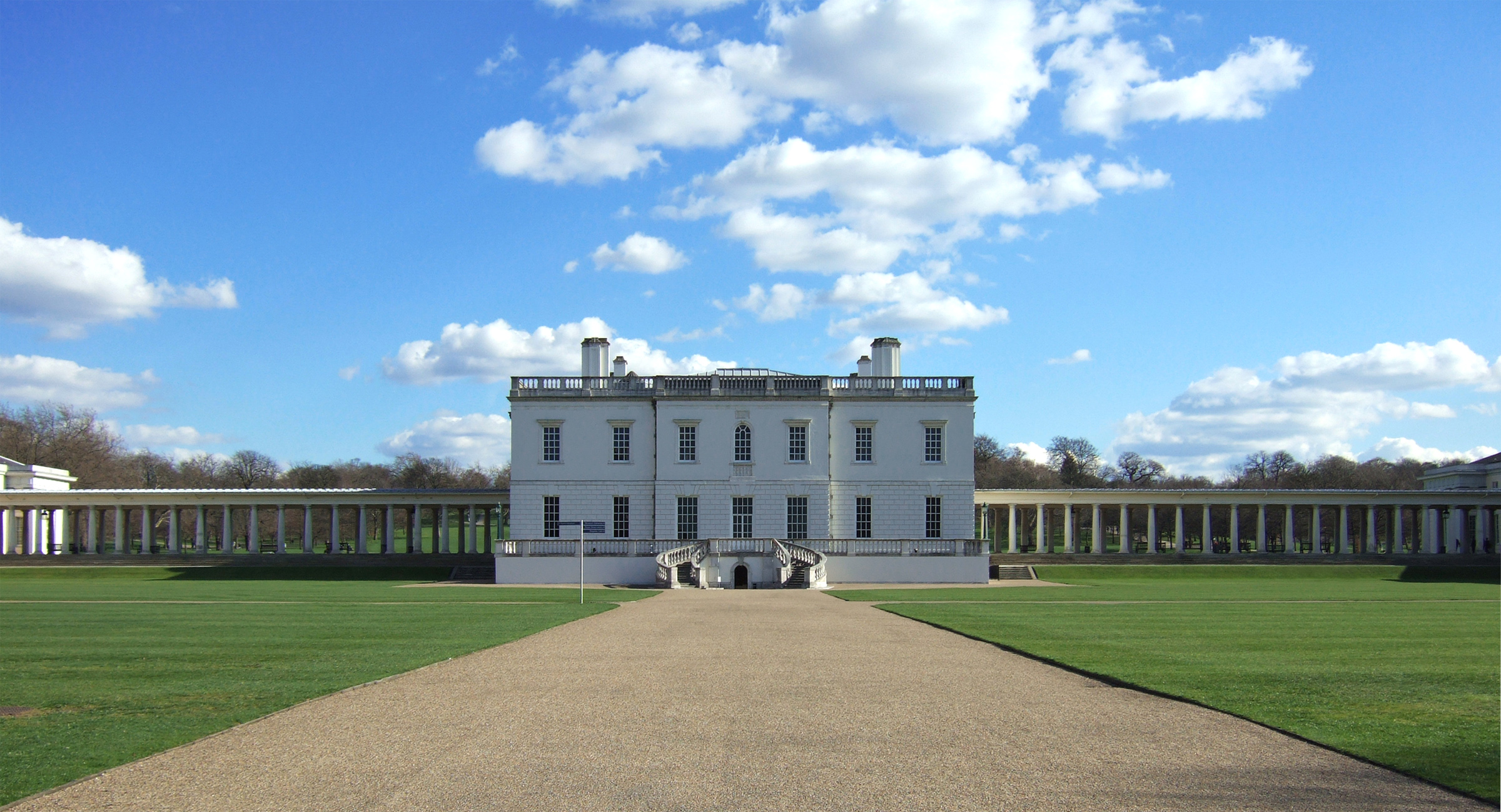
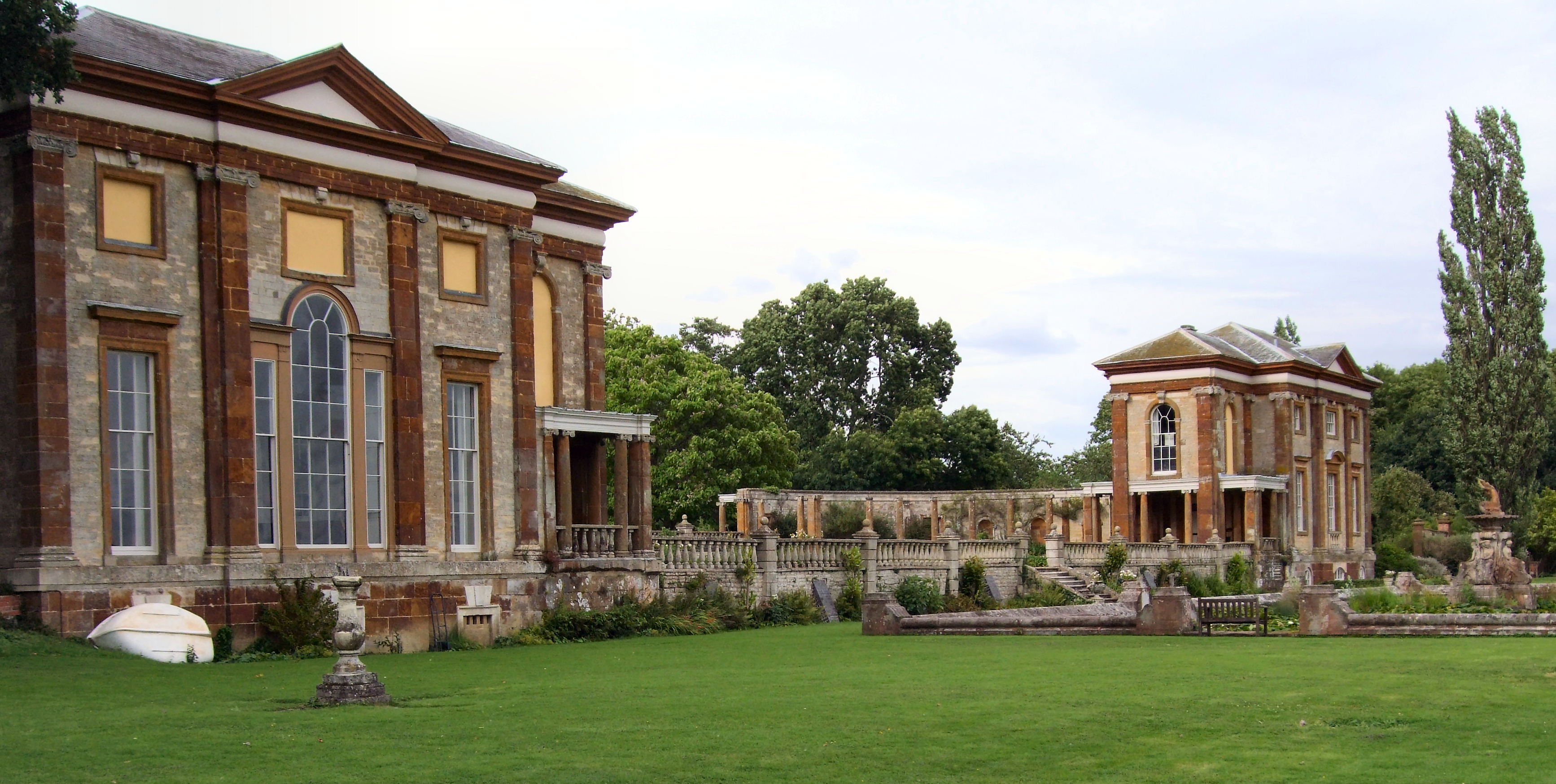
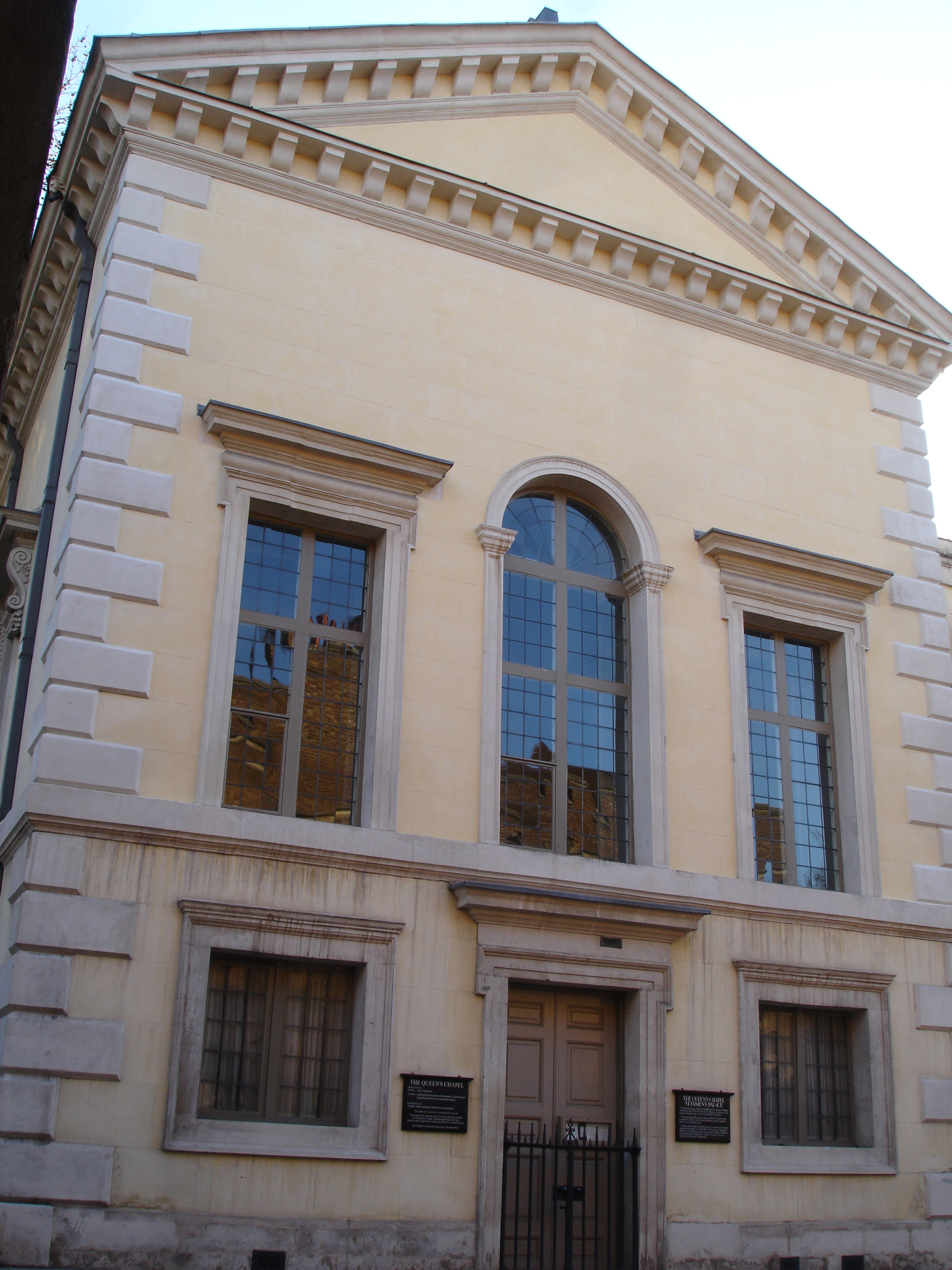
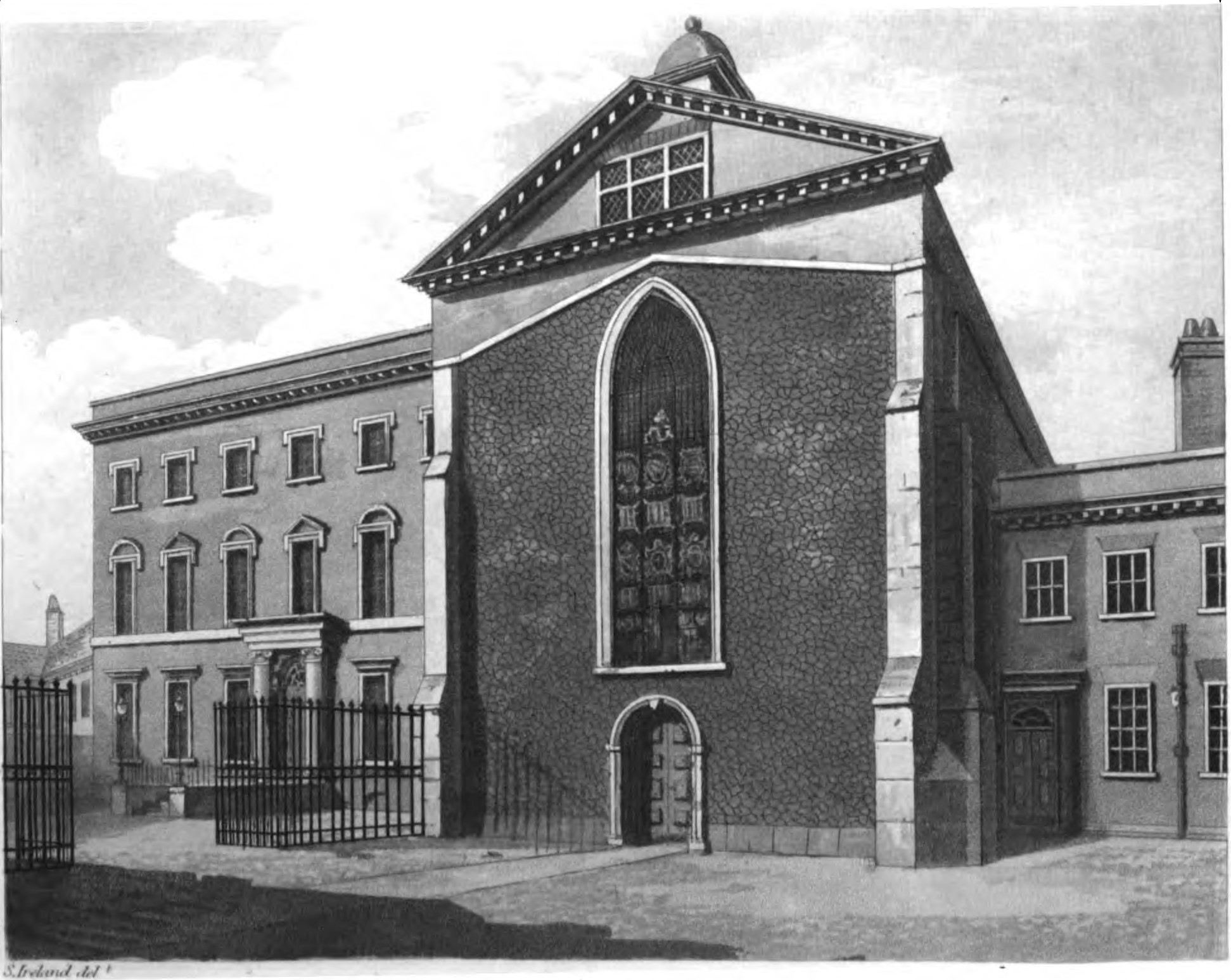
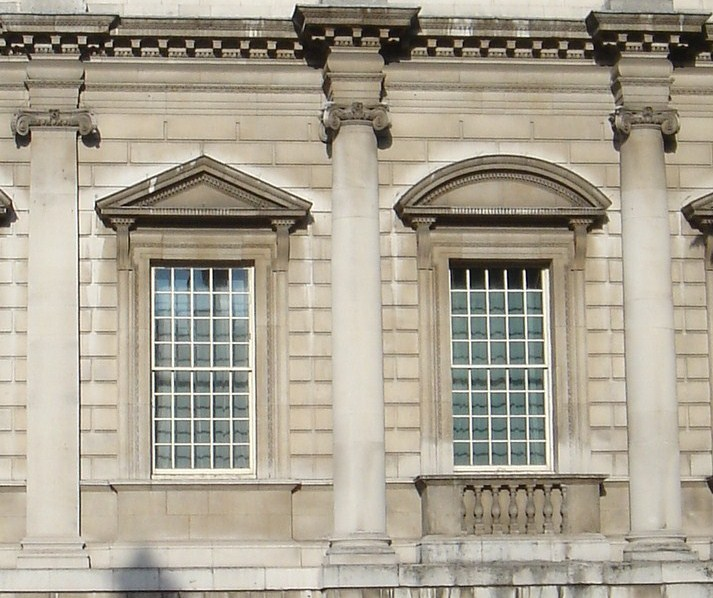
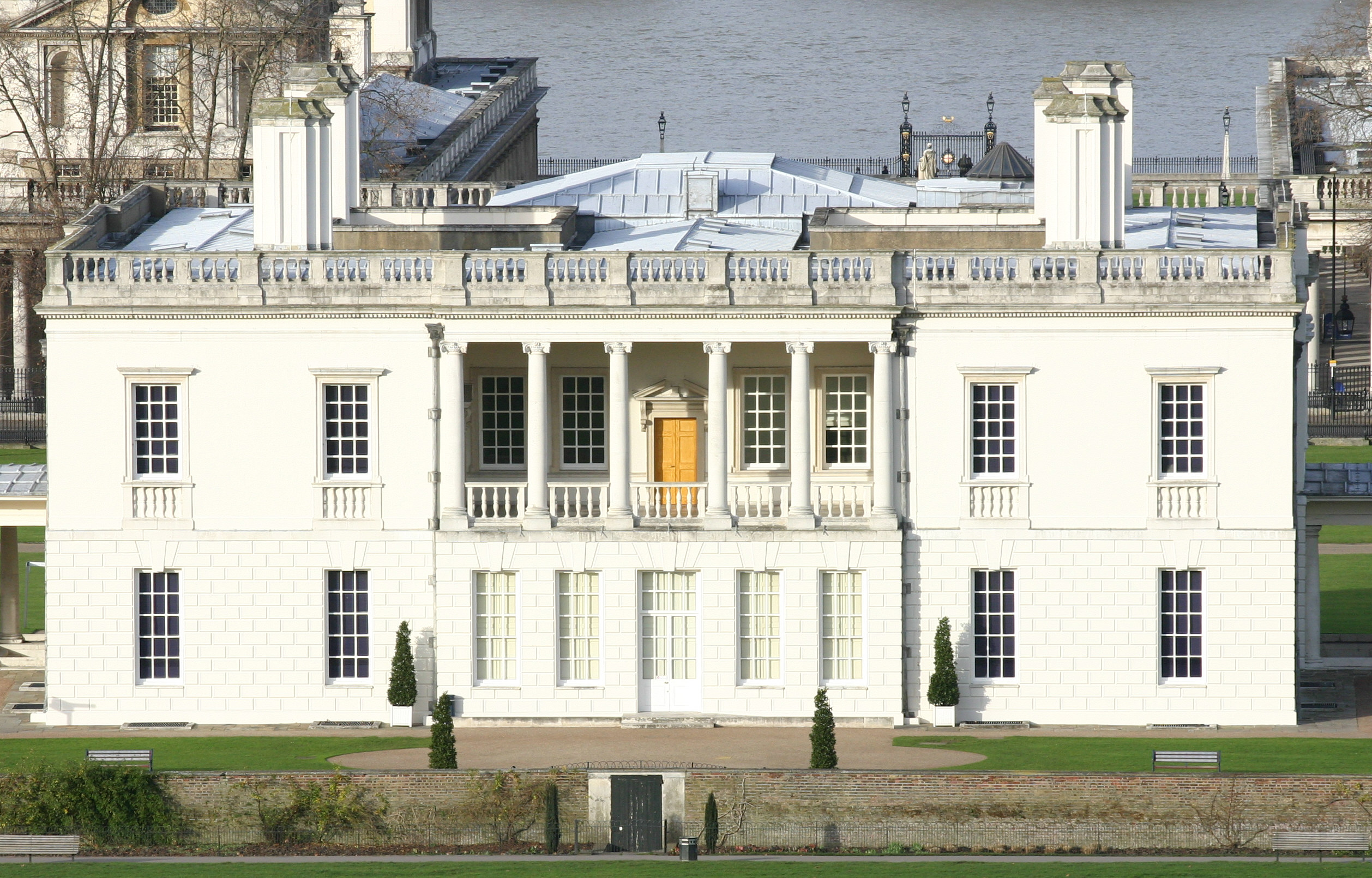
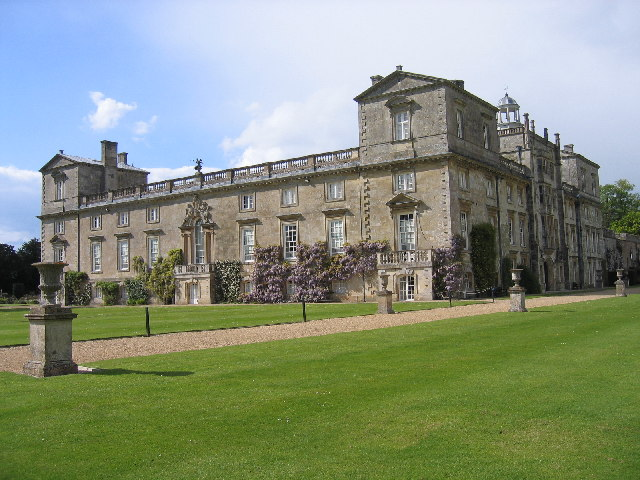
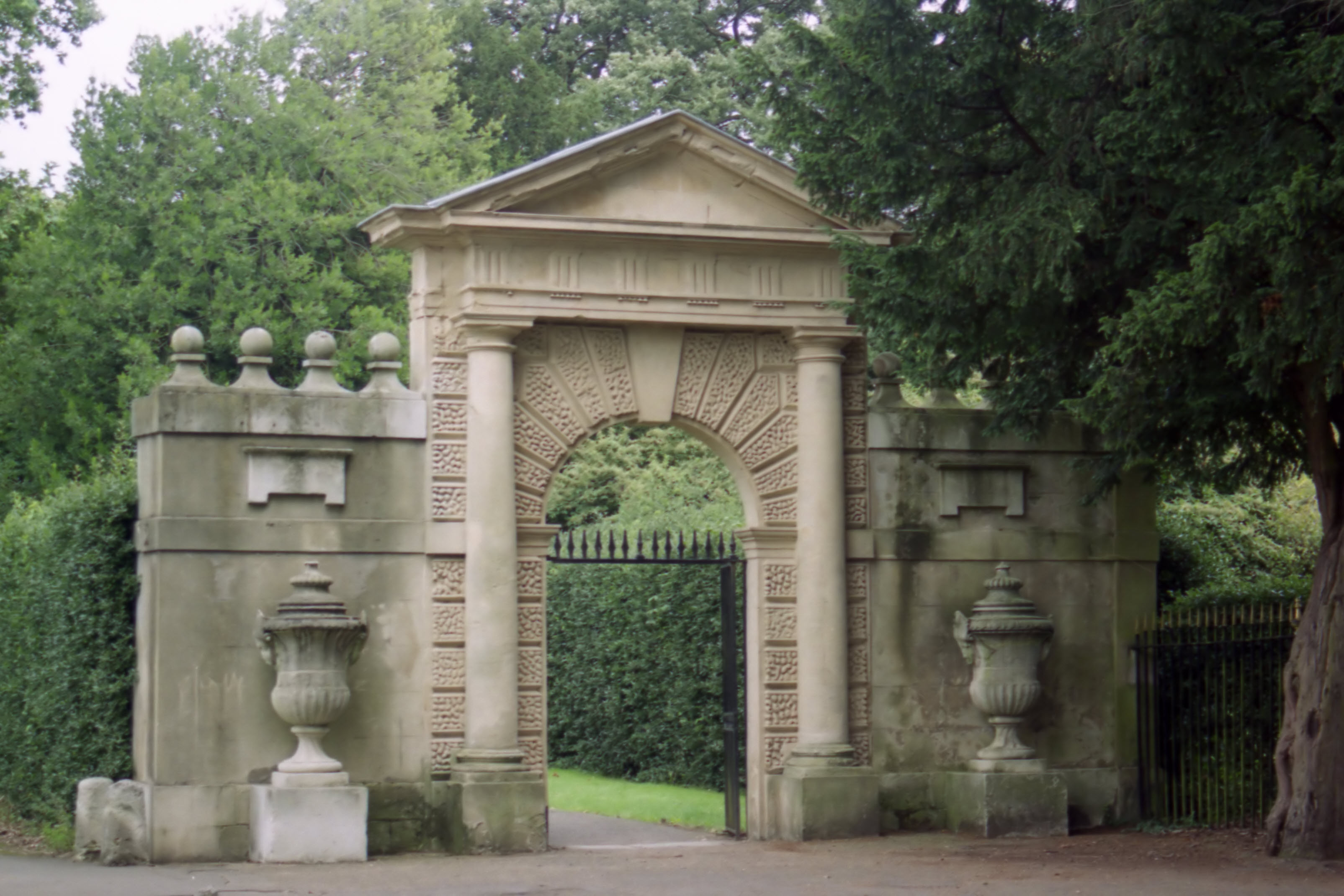
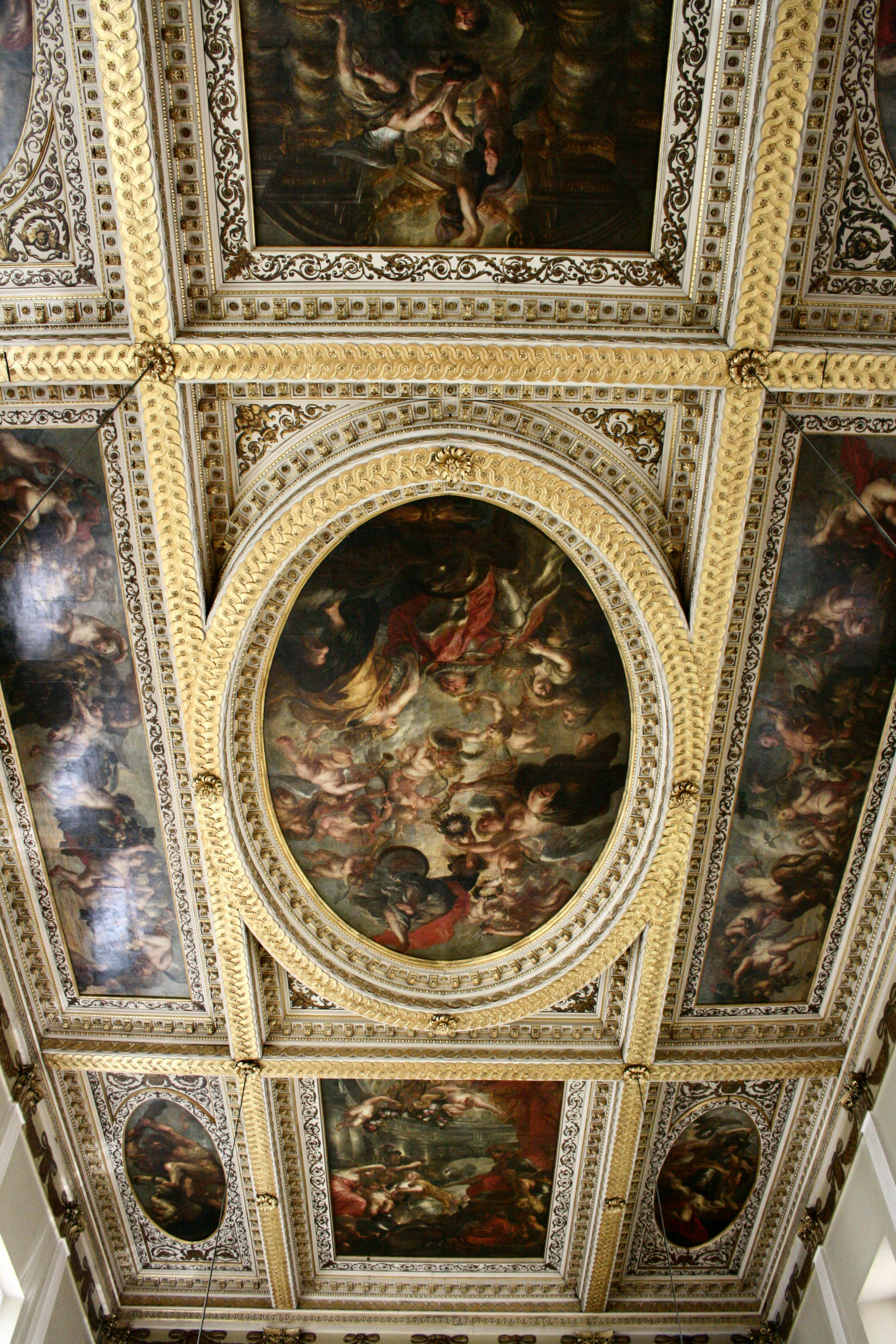
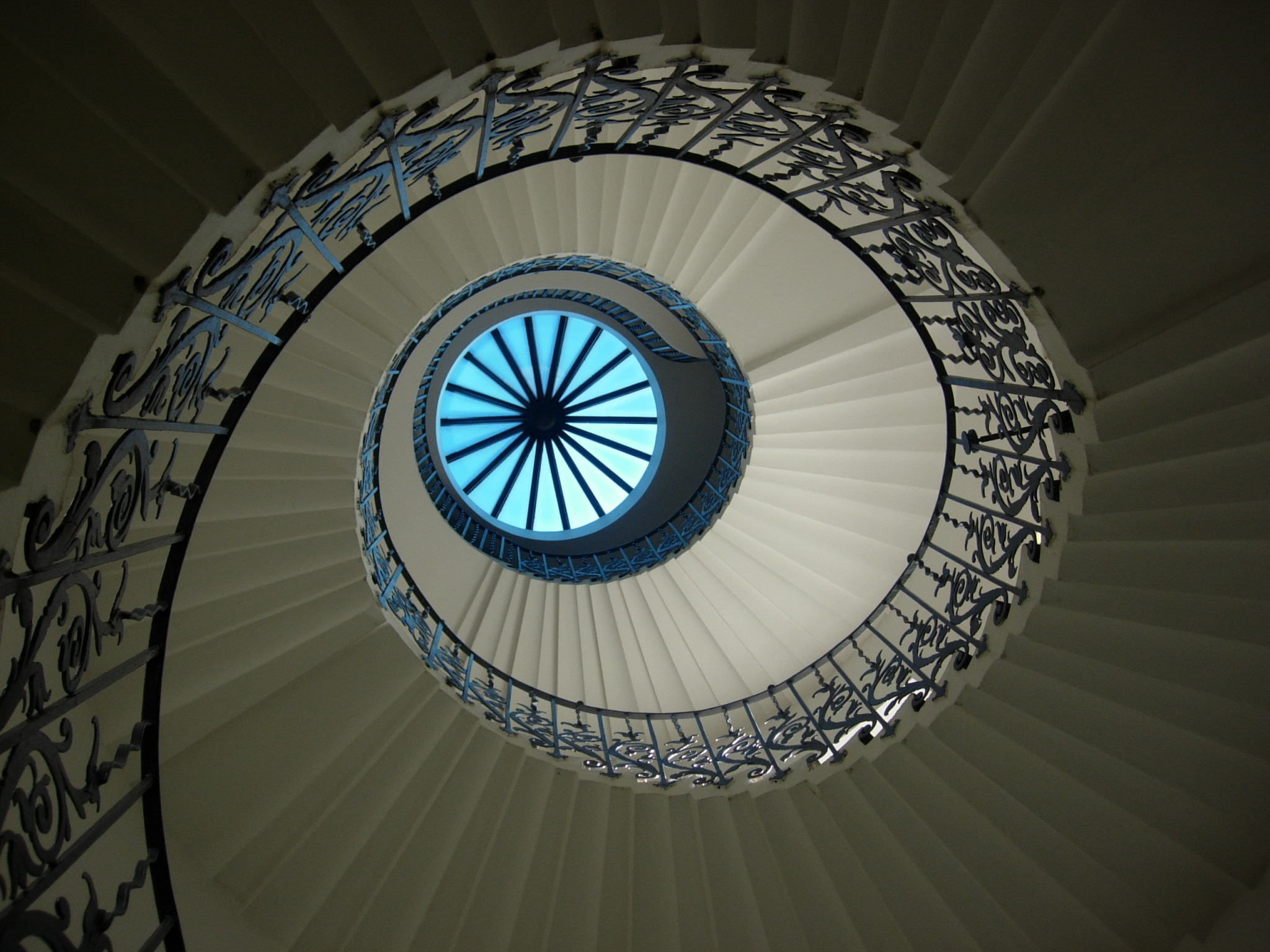
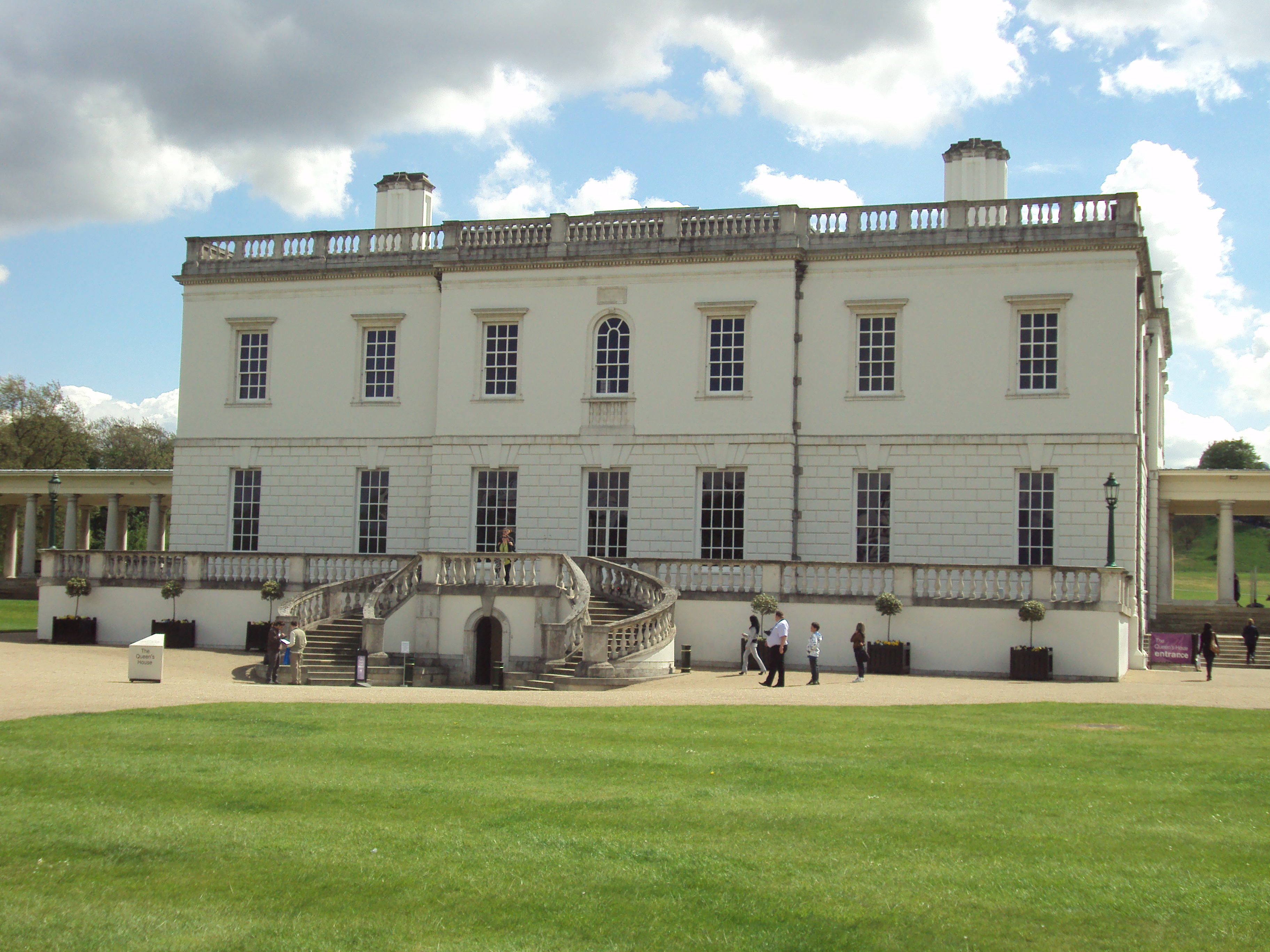
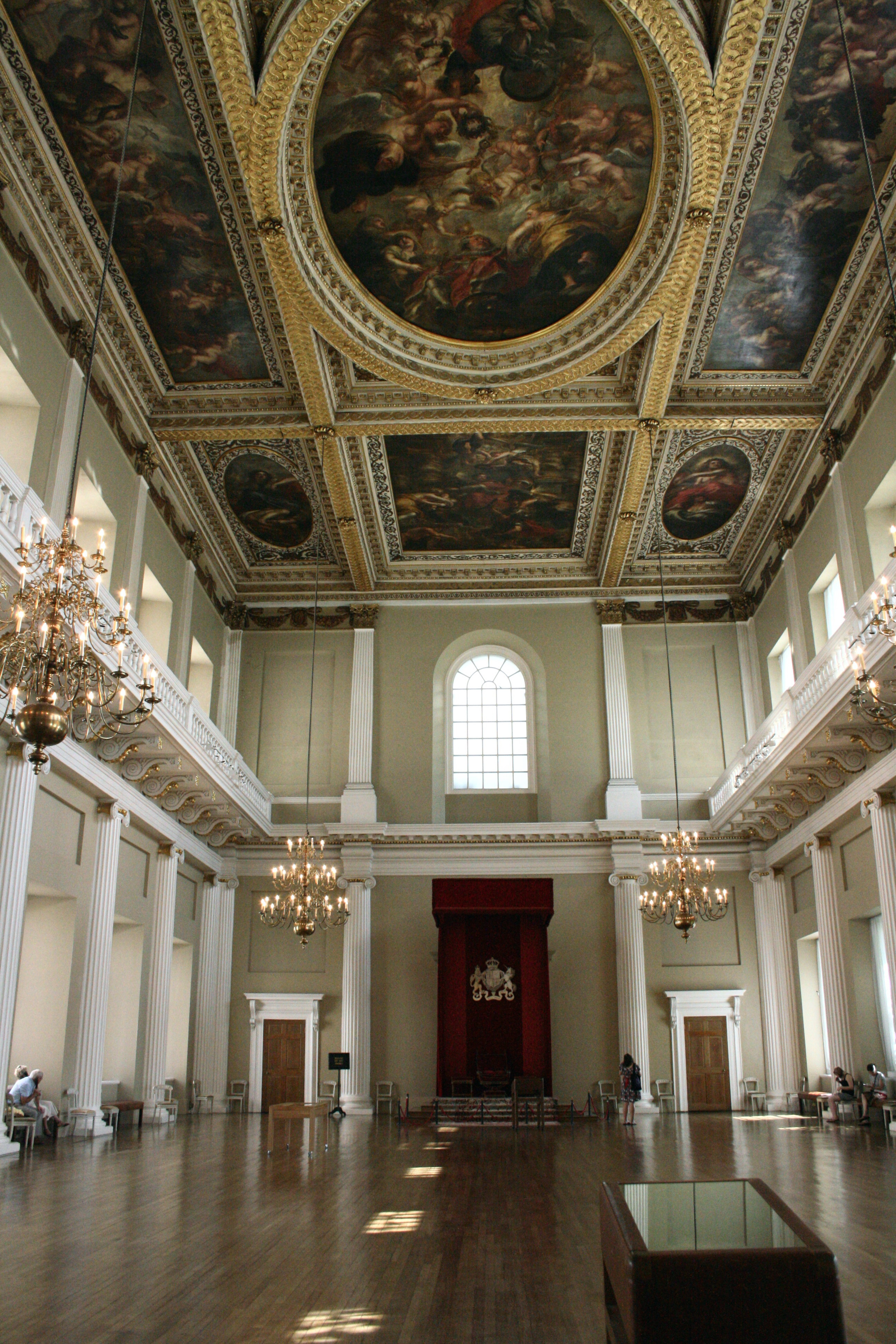
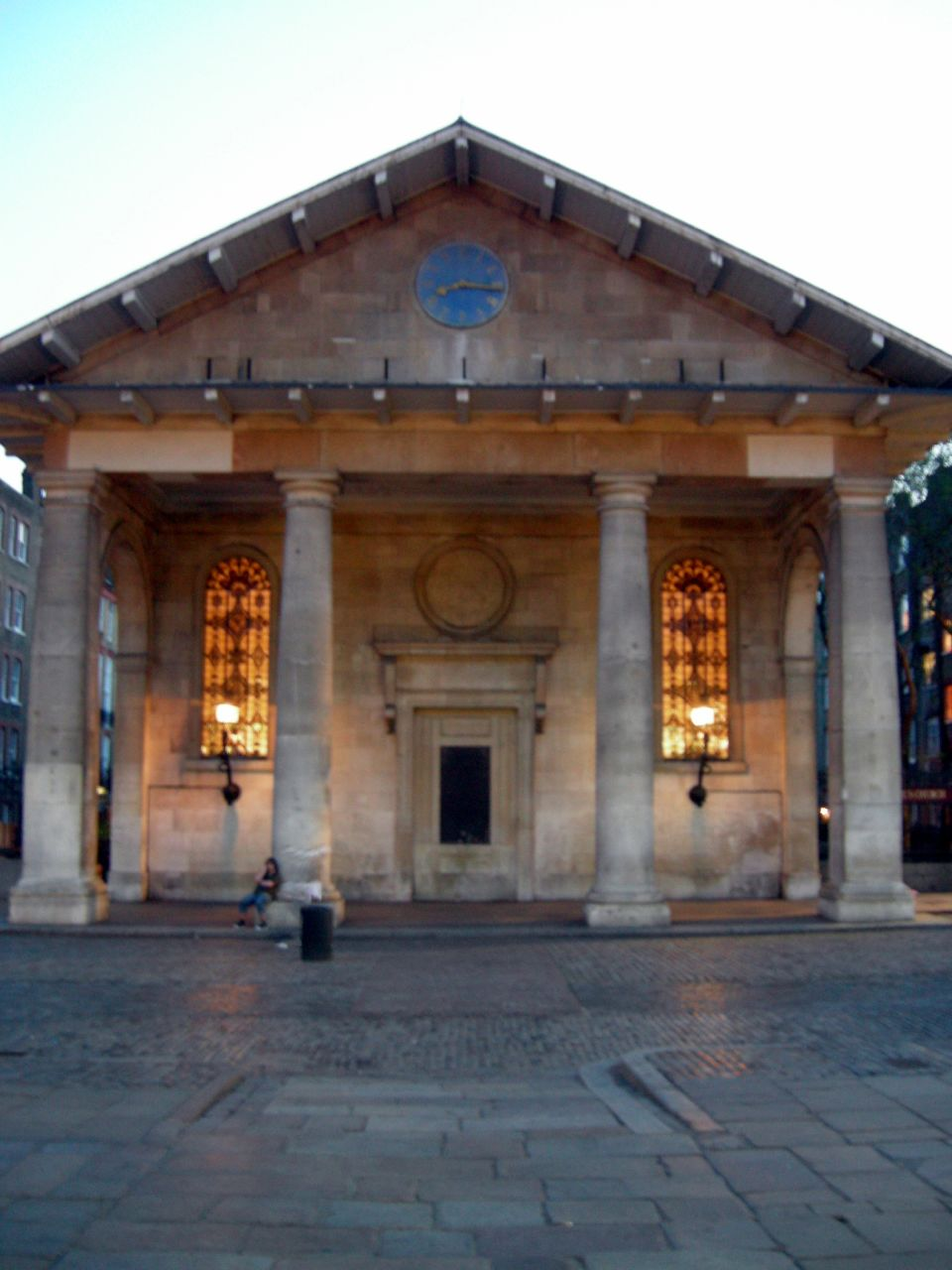
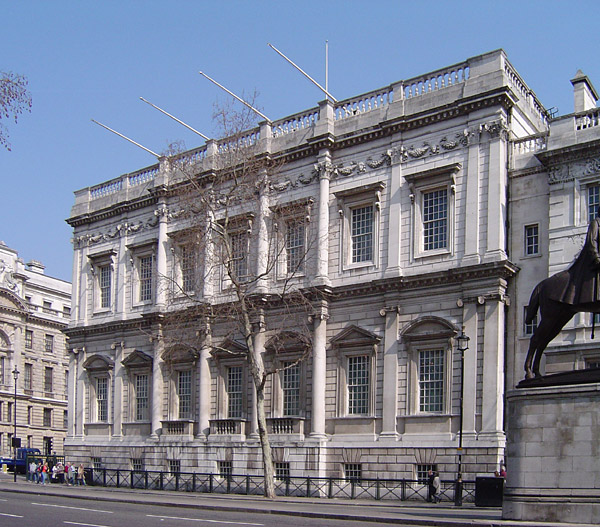